# نیکلای باسکف
نیکلای باسکُف (روسی: Николай Басков؛ زادهٔ ۱۵ اکتبر ۱۹۷۶) یک خواننده تنور اپرا، مجری تلویزیون، هنرپیشه و مدرس موسیقی اهل روسیه است. وی از سال ۲۰۰۰ میلادی تاکنون مشغول فعالیت بوده‌است.
او دانش‌آموختهٔ «کنسرواتوار دولتی چایکوفسکی مسکو» و «دانشکدهٔ دولتی موسیقی گنسین» است.
وی همچنین برنده جوایزی همچون «هنرمند مردمی روسیه» و «هنرمند مردمی اوکراین» شده است.